# Rozbitek (osoba)

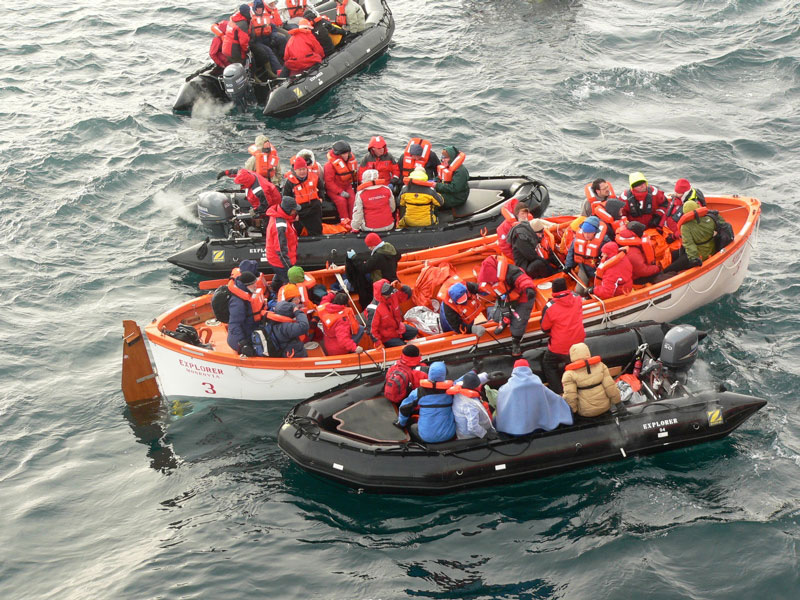
Rozbitkowie w szalupach

Rozbitek – osoba ocalała z katastrofy rozbitego statku lub rzadziej samolotu. Rozbitkami są zarówno osoby unoszące się na powierzchni wody w kamizelkach ratunkowych, tratwach, szalupach lub innych łodziach ratunkowych albo z pomocą własnych mięśni.
Mianem rozbitków określa się czasem osoby ocalałe znajdujące się na terenie bezludnym i oczekujące na ewakuację.

## W kulturze
Bezludna wyspa jest często pojawiającym się motywem kulturowym, także w życiu codziennym, w mediach.
- Robinson Crusoe
- Piętaszek czyli Otchłanie Pacyfiku – powieść Michela Tourniera
- Dwa lata wakacji – powieść Juliusza Verne’a
- Władca much – powieść Williama Goldinga
- Cast Away: Poza światem – amerykański film z 2000 roku
- Szwajcarscy Robinsonowie
- Survivor (singel Destiny’s Child) – teledysk do tego singla
- Amelia Earhart